# Retjons
Retjons – miejscowość i gmina we Francji, w regionie Nowa Akwitania, w departamencie Landy.
Według danych na rok 1990 gminę zamieszkiwały 313 osoby, a gęstość zaludnienia wynosiła 4 osób/km² (wśród 2290 gmin Akwitanii Retjons plasuje się na 867. miejscu pod względem liczby ludności, natomiast pod względem powierzchni na miejscu 57.).